# Van Hees

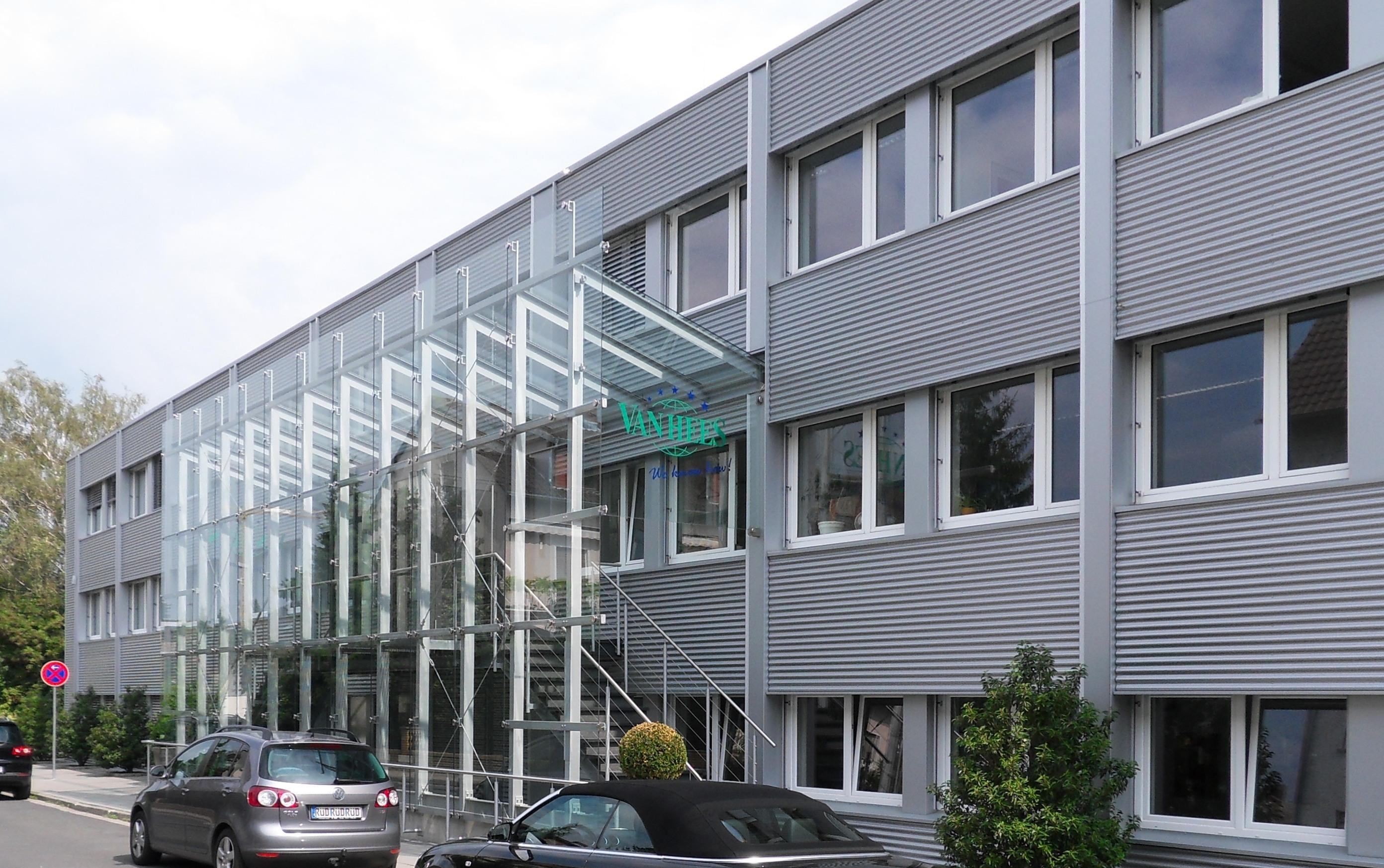
Van Hees Gewürzmühlenbetrieb in Niederwalluf

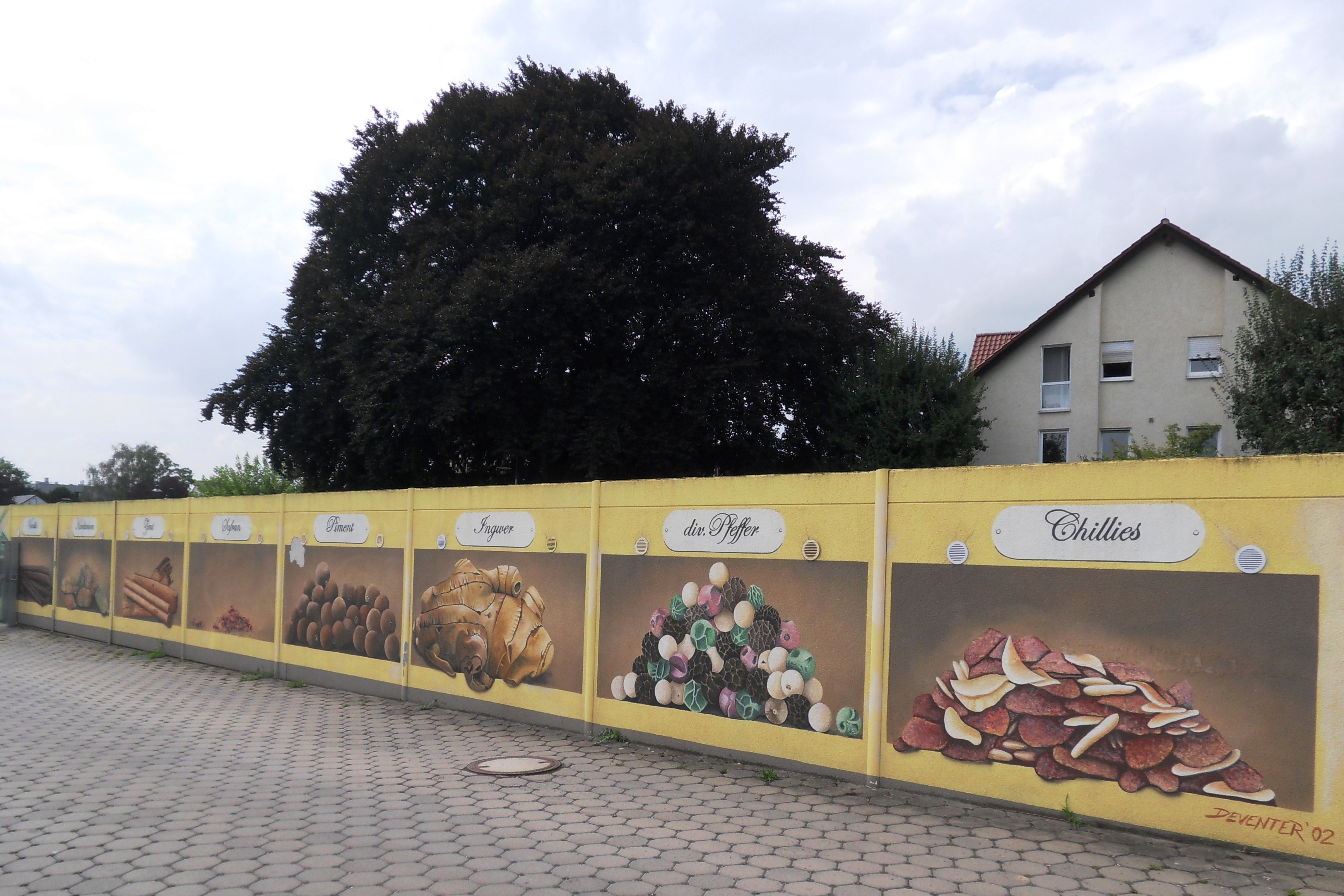
Van-Hees-Straße in Niederwalluf mit Graffiti der im Betrieb verarbeiteten Rohstoffe

Van Hees ist ein deutsches, international tätiges Lebensmittelunternehmen, das Produkte für fleischverarbeitende und -veredelnde Handwerks- und Industriebetriebe bereitstellt. Das mittelständische Familienunternehmen mit Hauptsitz in Walluf liefert diese Produkte in etwa 80 Länder. Außerdem führt es Schulungen und Seminare durch.

## Geschichte
Das Unternehmen wurde 1947 von Kurt van Hees (* 1900; † 1979) gegründet, der ein Pionier der Verwendung von Phosphaten im Fleischbereich war. Seitdem entwickelt und produziert Van Hees Lebensmittelzusatzstoffe, Gewürze, Gewürzmischungen, Convenience-Produkte und Aromen für die Fleischbranche.
Anfangs entwickelte Kurt van Hees Konservierungsmittel für Obst und Gemüse. Er erkannte die Kraft von Marken und schuf deshalb ein vergleichsweise großes Portfolio davon. Für funktionelle Additive prägte er den werbenden Begriff Gütezusatz. Erste Marken waren ARA, OVO und GURKO. Der erste Zusatz für die Fleischverarbeitung war PLASMAL, ein Kutterhilfsmittel für Brühwurst auf Phosphatbasis. In den 1970er Jahren umbenannt in PLASTAL, ist dieses Produkt noch heute im Sortiment.
In den 1950er Jahren brachte Van Hees ein auf Phosphat basierendes Produkt für Kochpökelwaren auf den Markt. Unter dem Markennamen SCHINKO ist es im Gebrauch für verschiedene Anwendungsbereiche. Van Hees entwickelte auf Basis von Ascorbinsäure die Umrötehilfsmittel PÖK und PRIMAL®.
Mit dem Zukauf der Vereinigten Gewürzmühlen (VG) im Jahr 1952 schuf sich die Van Hees GmbH ein zweites Standbein im Vertrieb von Gewürzen und Gewürzmischungen für z. B. Frankfurter Würstchen oder Hamburger.
Anfang der 1960er Jahre entwickelten Kurt van Hees und Wilhelm Kasper zusammen mit einem Partner Emulgatoren auf Basis von aufgeschlossenen Milcheiweißen, vertrieben unter der Marke PRALLO. Van Hees gehörte in diesem Jahrzehnt außerdem zu den Pionieren im Einsatz von Geschmacksverstärkern auf Basis von Natriumglutamat, hier wurde die Marke SMAk entwickelt. Mit BULLIN brachte Van Hees ein weiteres Kutterhilfsmittel auf den Markt, diesmal speziell für Brühwursterzeugnisse aus nicht schlachtwarmem Fleisch. In den 1970er Jahren wurde das Spektrum an Emulgatoren ergänzt durch solche auf Basis von Mono- und Diglyceriden aus Speisefettsäuren. Seit damals zählt LEMAL zum Sortiment. Neben der Erweiterung des bestehenden Produktportfolios war die wichtigste Entwicklung dieser Zeit LÖSIN, ein Weichmacher für Zungen und Schwarten. Zur Geschmacksverbesserung von Fleisch entwickelte Van Hees das Würzmittel RENTAL. Er bot nun auch den Zusatz ROSIPUR auf Zuckerbasis an, der Konsistenz, Geschmack und Struktur von Fleischerzeugnissen verbessern sollte.

## Tochterunternehmen
- Markland Ingredients GmbH
- VAN HEES AG
- VAN HEES SARL
- VAN HEES GmbH
- VAN HEES BENELUX B.V.
- VAN HEES INC.
- LPF Distribution Nord
- Eurospice Technologies and Additives